# Treinongeval bij Dalfsen
Het treinongeval bij Dalfsen vond plaats op 23 februari 2016 tussen Dalfsen en Ommen in de Nederlandse provincie Overijssel. Een Spurttrein van Arriva botste op een hoogwerker die op een beveiligde overweg stond. De treinmachinist liet daarbij het leven. Het ongeluk was een van de grootste spoorongevallen in de geschiedenis van de provincie Overijssel.

## Ongeval
De hoogwerker was klaar met werkzaamheden op een erf bij de spoorlijn. Bij het oversteken van de overweg maakte de bestuurder van de langzaam rijdende hoogwerker een inschattingsfout betreffende de treintijden. Toen hij zich nog met zijn machine op het spoor bevond, kwam de trein vanuit Dalfsen er al aan. De bestuurder van de hoogwerker kon op tijd van zijn voertuig springen. De machinist van de trein zag het obstakel op de overweg door de laagstaande zon en een flauwe bocht in het spoor te laat. Hij kon een botsing niet meer voorkomen. Door de hoge snelheid en de grote massa van de hoogwerker werd de bestuurderscabine van de trein compleet verwoest. De ontspoorde trein kwam in de naastgelegen akker terecht. Van de vijftien passagiers raakten zeven gewond, twee daarvan hadden behandeling in een ziekenhuis nodig. De machinist van de trein verloor het leven.

## Onderzoek
Het ongeval is onderzocht door de Onderzoeksraad voor Veiligheid. Naar aanleiding hiervan kwam de OVV eind 2016 met het advies om te zorgen voor instructies bij overwegen om duidelijk te maken of bestuurders van zware en langzame voertuigen zelfstandig de overweg kunnen passeren of dat zij daarbij informatie en instructies van ProRail nodig hebben.

## Vervolging
De bestuurder van de hoogwerker hoorde op 12 september 2017 een taakstraf van 240 uur tegen zich eisen. Het Openbaar Ministerie meende dat hij verwijtbaar onvoorzichtig had gehandeld. Op 26 september werd de bestuurder veroordeeld tot een taakstraf van 100 uur, met als tenlastelegging 'aanmerkelijke schuld'.